# 昌宁营盘山遗址
昌宁营盘山遗址，位于中华人民共和国云南省昌宁县田园镇达丙营盘巅坪及坡缘、右甸河旁，面积约1万平方米，为新石器时代遗址。

## 特点
1990年3月至4月，云南省文物考古研究所、保山地区文管所、昌宁县文管所在昌宁县城东3公里的达丙镇南侧、营盘山西南试掘5000平方米，文化层厚约0.85米。遗迹有长方形半地穴式房屋，面积25.16平方米，地面铺红烧土，墙用木、竹篾、藤条编成，室内有火塘和炭化籼稻。遗物中的石器有条形磨光斧、长方形单孔刀、刮削器等；陶片为夹砂黑陶，饰绳纹、线纹、方格纹等，器形有罐、盆、钵、釜等。

## 图库

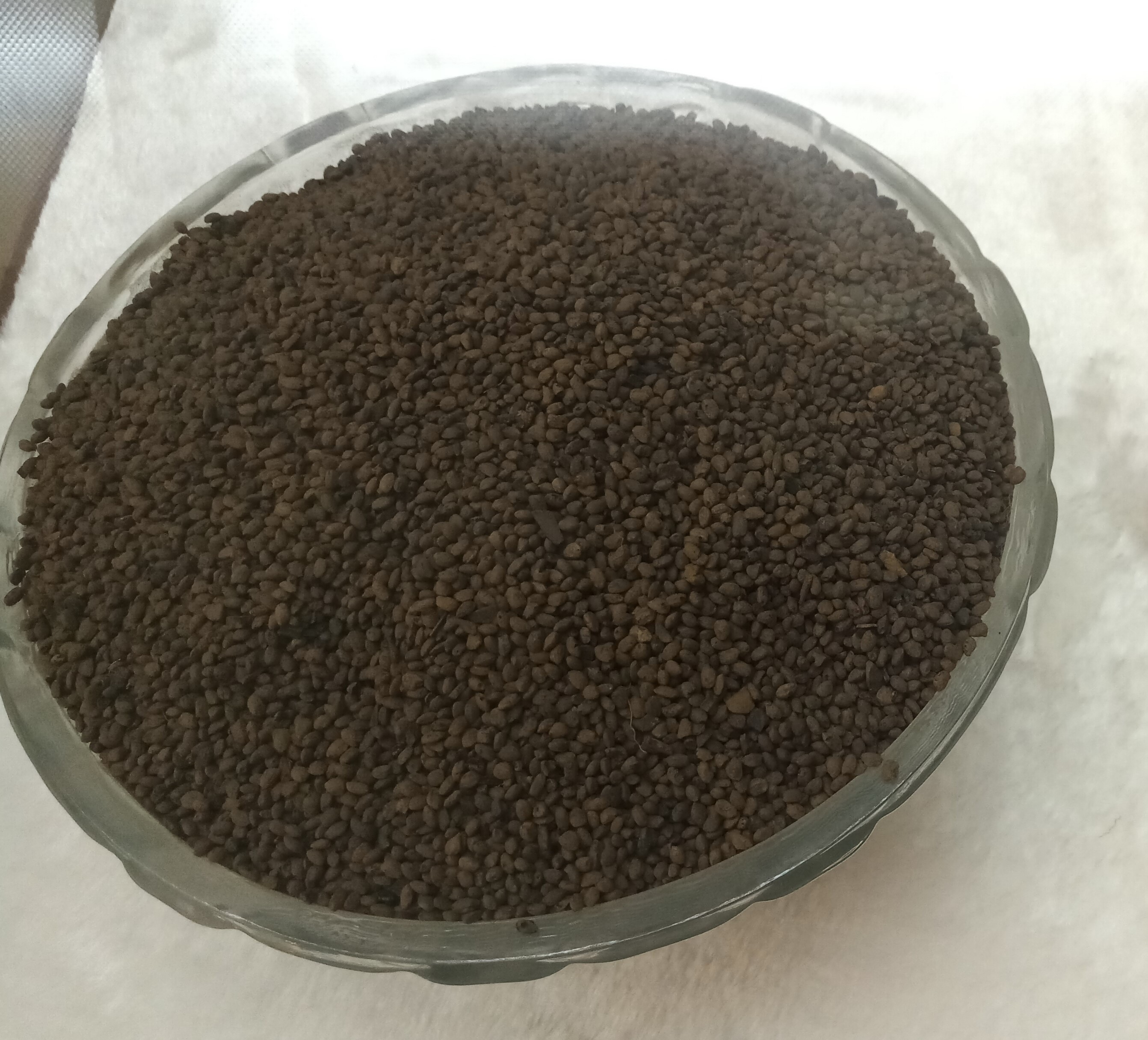
昌宁达丙出土的新石器时代碳化稻米，藏于保山市博物馆
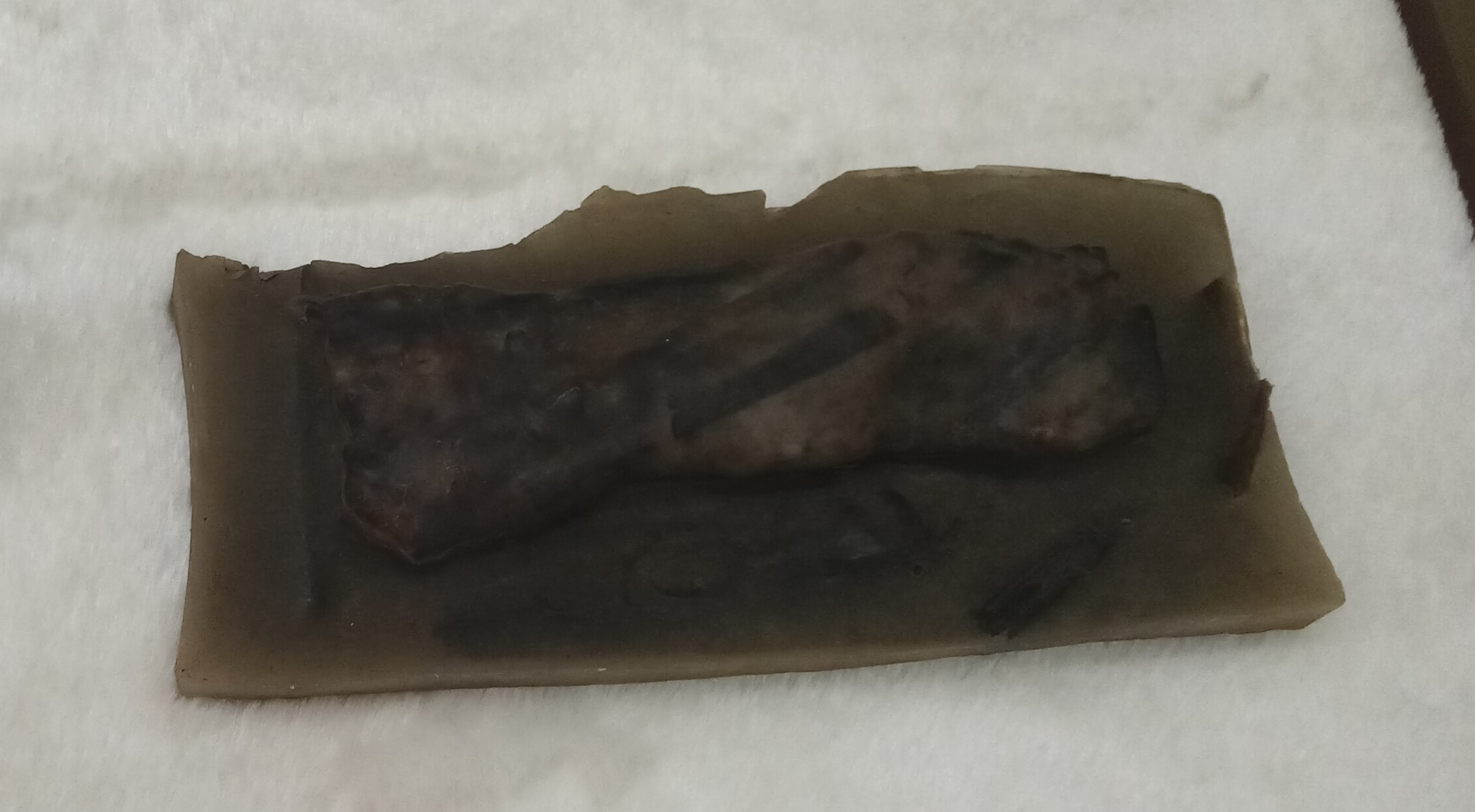
昌宁达丙出土的新石器时代囤萝残片，藏于保山市博物馆